# Burdujeni
Burdujeni este un cartier suburban al municipiului Suceava, aflat la aproximativ 4 kilometri nord-est de centrul localității.
Până după Al Doilea Război Mondial (1956), Burdujeni a fost o localitate cu primărie proprie și administrație separată de cea a municipiului Suceava. În prezent, din punct de vedere al întinderii și al populației, cel mai mare cartier sucevean.
Satul Burdujeni a apărut inițial în jurul Mănăstirii Teodoreni, iar la început ocupația de bază a locuitorilor era agricultura. Mult mai târziu au apărut lucrătorii de la abator, de la căile ferate, de la diferiți patroni. Între 1774–1918, în perioada în care Bucovina era sub stăpânire austro-ungară, localitatea devenise punct de frontieră românească. Burdujeni reprezintă singurul cartier al Sucevei contemporane care nu a făcut parte din regiunea istorică Bucovina. Cea mai importantă perioadă de schimbări și de extindere pentru Burdujeni au fost anii comunismului. După 1960 în lunca râului Suceava din sudul cartierului a fost construită platforma industrială „Valea Sucevei”. După 1970 a apărut cartierul Cuza Vodă, cu blocuri de locuințe, construite în special pentru muncitorii angajați la fabricile și uzinele din zona industrială. Toate acestea au transformat Burdujeni într-un „cartier muncitoresc”. Burdujeni-Sat a rămas singura zonă veche, cu caracter rural. După 2000, pe locul unora dintre fabricile desființate au apărut centre comerciale precum Iulius Mall sau Shopping City Suceava.

## Istoric

### Fondarea localității. Mănăstirea Teodoreni
Comuna Burdujeni, care până în anul 1926, când s-a făcut o nouă împărțire administrativă a României, aparținea de Plasa Siret din județul Botoșani, a luat ființă la începutul celei de-a doua jumătăți a secolului al XVII-lea, istoria localității legându-se strâns de Mănăstirea Teodoreni, vechi lăcaș de cult, ctitorie a unui reprezentant mai puțin cunoscut al Movileștilor, postelnicul Toader Movilă, fratele vitreg și mai vârstnic al lui Gheorghe, Ieremia și Simion, ctitorii Mănăstirii Sucevița. Înălțată în 1597, biserica mănăstirii este opera arhitectului constructor Constantin Braniște, cumnat cu Toader Movilă și cu Ion Vodă cel Viteaz. În jurul mănăstirii s-a format treptat satul Teodoreni, care și-a schimbat numele în Burdujeni, în perioada cât acesta a aparținut marelui logofăt și cronicar Miron Costin.
Mănăstirea Teodoreni a fost zidită pe locul unde se afla o bisericuță din lemn, al cărui ctitor a fost Ștefan cel Mare. În jurul bisericuței existau întinderi pustii. Când mai târziu în locul acestei biserici, a luat ființă Mănăstirea Teodoreni, i s-au dăruit bogății și destule moșii, dar lipseau muncitorii ce trebuiau să lucreze. Pentru lucrul terenurilor mănăstirești se foloseau țărani ruteni numiți „vremelnici” aduși doar pe timpul verii de prin părțile Storojinețului. Din cauza greutăților de transport ce apăreau în fiecare an, pentru lucrul ce îl prestau, li s-a asigurat de la o vreme existența aici, dându-li-se câte o „fâșioară de pământ”, pe care și-au făcut la început bordeie. Acestea au fost primele așezări de pe moșia Mănăstirii Teodoreni.

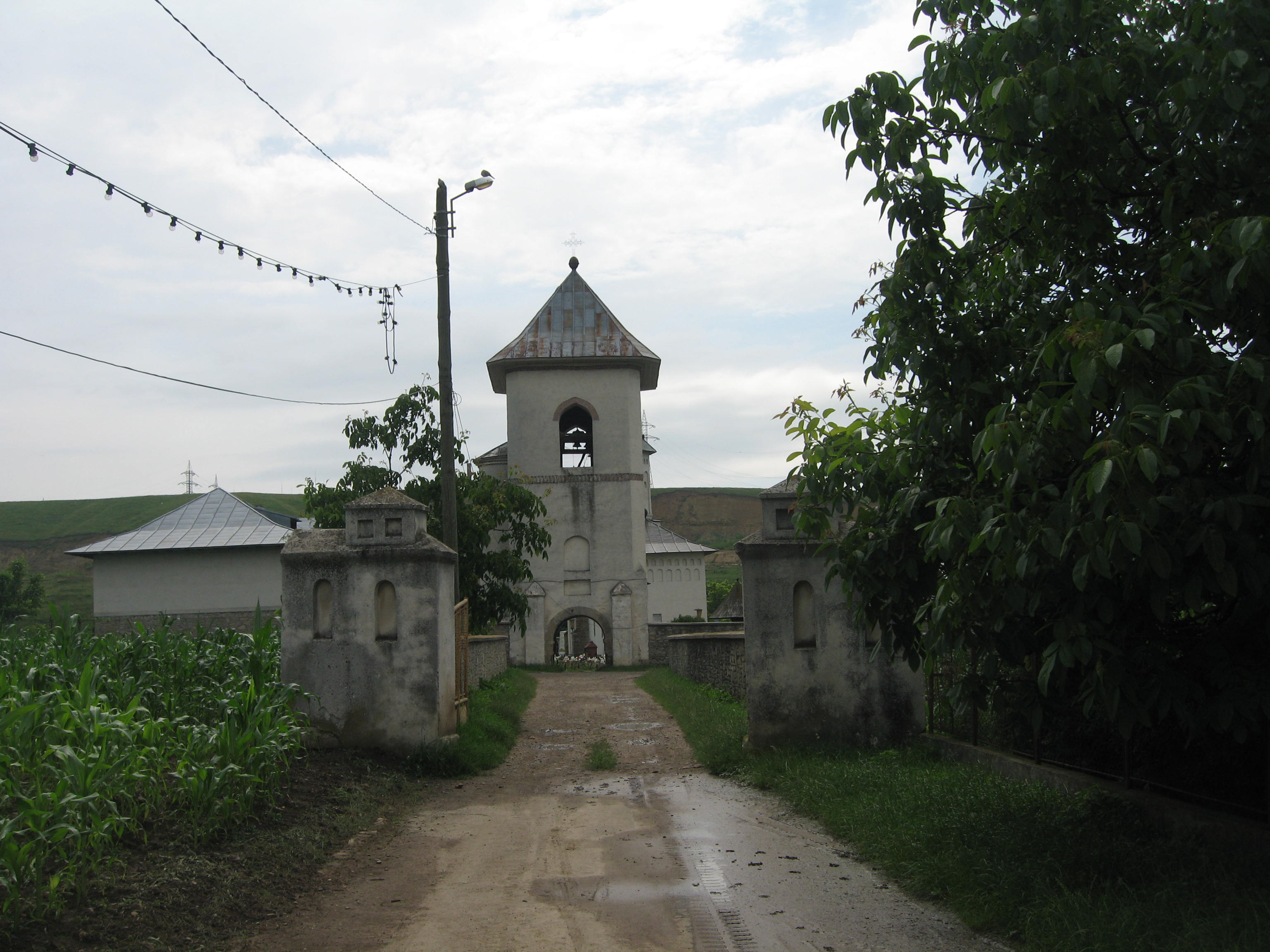
Mănăstirea Teodoreni, nucleul vechiului sat cu același nume, care ulterior a primit numele Burdujeni

O nouă serie de muncitori ruteni au emigrat în Moldova pe la 1766, încurajați de agenții boierilor moldoveni, care duceau nevoie de brațe de muncă, pe numeroasele și întinsele moșii. În număr mare s-au stabilit în regiunea Burdujenilor ca și în unele sate din apropiere precum Siminicea sau Adâncata. Rând pe rând, alături de țăranii ruteni, s-a mai adăugat și populația românească de prin satele vecine. Astfel așezarea a sporit și în felul acesta a luat naștere satul lui Burduja: Burdujenii de astăzi.
Când cronicarul Miron Costin s-a căsătorit cu Elena, fiica lui Teodor Movilă, i s-a dat ca zestre, printre altele, și moșia, care mai târziu avea să se cheme Burdujeni. Pe lângă funcția de baci, Burdujo (Burduja) îndeplinea și funcția de „ștafetar” al lui Miron Costin, între Hotin (unde acesta era pârcălab) și părțile burdujenene. Ciobanilor care erau supuși baciului Burduja, li s-a zis „ciobani burdujeneni”.
În urma unor neînțelegeri și procese cu autoritățile vremii, răzeșii din satul Burdujeni din ținutul Soroca, obțin aprobarea de la Miron Costin, în vremea în care acesta era pârcălab de Hotin, între 1660–1664, să se așeze pe teritoriul moșiei sale și al satului Teodoreni. Împreună cu aceștia s-au strămutat aici și alți locuitori din Soroca, mulți dintre ei ruteni originari din Podolia. După stabilirea celor din Burdujenii Sorocei pe moșia Teodoreni, numele localității se schimbă în Burdujeni, denumire pe care o poartă și astăzi cartierul municipiului Suceava, situat pe locul fostei proprietăți a cronicarului moldovean.
Fără a avea valoarea artistică și duhovnicească a celebrelor mănăstiri din nordul Moldovei, Mănăstirea Teodoreni are totuși o încărcătură istorică, în primul rând pentru locuitorii din Burdujeni, dar și pentru cultura română, deoarece aici poate fi admirat singurul portret pictat al lui Miron Costin (1533–1591).

### Istoria până la perioada comunistă
În urma anexării nord-vestului Moldovei de către Imperiului Habsburgic în anul 1774, râul Suceava devine graniță, iar satul Burdujeni punct de frontieră românească. Satul Ițcani, situat în vestul Burdujeniului, devine punct de frontieră austro-ungar, iar orașul Suceava trece sub stăpânire străină.
Se crede că revoluția ardeleană din 1784 a dus la o înrăutățire a vieții economice din aceste părți, pentru că ea a contribuit la hotărârea locuitorilor de atunci de a înființa târg, unde să-și valorifice produsele lor. Datorită acelor momente tulburi, grupuri de români și armeni din Transilvania și Bucovina s-au refugiat în părțile Burdujenilor spre a-și câștiga existența. Unii au fost angajați ca muncitori (alături de țăranii români și ruteni) pe moșiile Mănăstirii Teodoreni iar alții au pus bazele târgului Burdujeni. Înființarea unui târg la Burdujeni era necesară deoarece locuitorii de aici nu mai puteau trece granița pentru a ajunge la târgul săptămânal din orașul Suceava. Suprafața de teren din jurul Mănăstirii Teodoreni a fost parcelată în vederea construirii clădirilor necesare târgului.
În schimbul fiecărei parcele, negustorul sau târgovețul ce-și construia gospodărie și „dugheană” pe respectiva parcelă era obligat să plătească mănăstirii un „bezmăn” (daruri în natură, de obicei ceară, sau în galbeni), după învoiala cu starețul mănăstirii.
La recensământul din 1860, Burdujeni era oficial a 33-a localitate urbană a Moldovei, după numărul populației (1.729 locuitori). Până în anul 1864, locuitorii din partea satului erau considerați clăcași și nu îi găsim ca bezmănari decât în cazul când unii au cumpărat locuri cu „drept de embatic” de la târgoveți.
La început, târgul era format din barăci simple și aranjate fără estetică. Cu vremea el s-a mărit cu noi parcele pe care s-au făcut clădiri durabile construite din lemn îmbucat, lut, piatră și cărămidă. Burdujeni, deși format din locuitori clăcași, își căpătase individualitate și se mărea prin adaosul de noi gospodării a românilor veniți în aceste locuri. Astfel, în funcție de nevoile locuitorilor stabiliți aici, treptat s-a schimbat aspectul de sălbăticie al acestei zone, unde altădată mișunau animalele sălbatice.

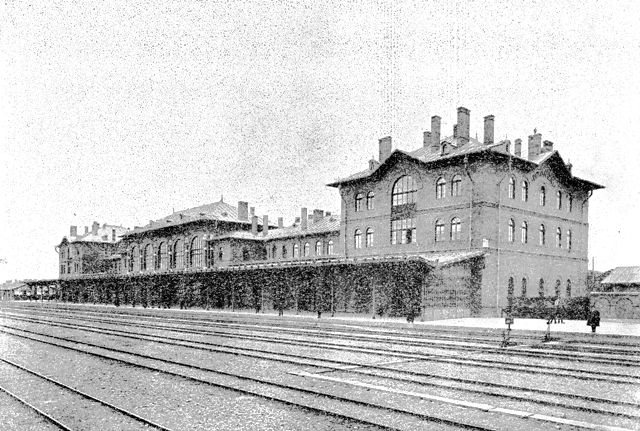
Gara Burdujeni la începutul secolului al XX-lea

În târg, casele s-au făcut, unele lângă altele, aranjate după un plan stabilit de dinainte, apărând în felul acesta prima uliță și cea mai lungă, căreia i s-a zis „Ulița mare”, iar apoi s-a numit pe rând: Ștefan cel Mare, I.G. Duca, 23 August, iar actualmente 22 Decembrie. În 1851 este ctitorită Biserica Sfânta Treime, lăcaș de cult ortodox pentru locuitorii din Burdujeni. Edificiul a fost construit în zona centrală a așezării, pe „Ulița mare”.
Cea dintâi lege a împroprietăririi pusă în aplicare prima oară în anul 1864 de domnitorul Alexandru Ioan Cuza, apoi repetată în 1879, sub domnia lui Carol I, și în anii 1922–1926, sub regele Ferdinand I, a schimbat mult în bine situația și viața socială a populației rurale. În Burdujeni primele împroprietăriri s-au făcut abia un an mai târziu la 23 aprilie 1865 când s-a dat pământ la 226 de clăcași. Tot atunci s-a delimitat și terenul necesar pentru cimitirul nou și pentru piața publică. A doua împroprietărire, cea din 1879, în Burdujeni s-a făcut abia în anii 1881–1882, pentru un număr de 40 însurăței.
Cele două împroprietăriri amintite, s-au făcut numai pentru săteni. Locuitorii târgului și mahalalelor aveau în stăpânire „locuri cu embatic” date de egumenii Mănăstirii Teodoreni. După secularizarea averilor mănăstirești sub Cuza Vodă, în anul 1864, târgoveții au rămas chiriași mai departe pe locurile unde se găseau, plătind o dare (bezmăn), fixată de organele în drept.
La 12 august 1897, când contractul ultimului arendaș expirase, reprezentanții Departamentului Domeniilor au delegat un inginer hotarnic, să se ducă în Burdujeni pentru a face la fața locului un plan parcelar (scara 1:2500) și să alcătuiască un nou tablou cu numele embaticarilor, indicând în dreptul fiecăruia suprafața ocupată.
Primul trotuar s-a făcut în anul 1898 pe strada principală, actuala stradă 22 Decembrie. Acesta s-a executat din lespezi mari pătrate și cu borduri pe margine.

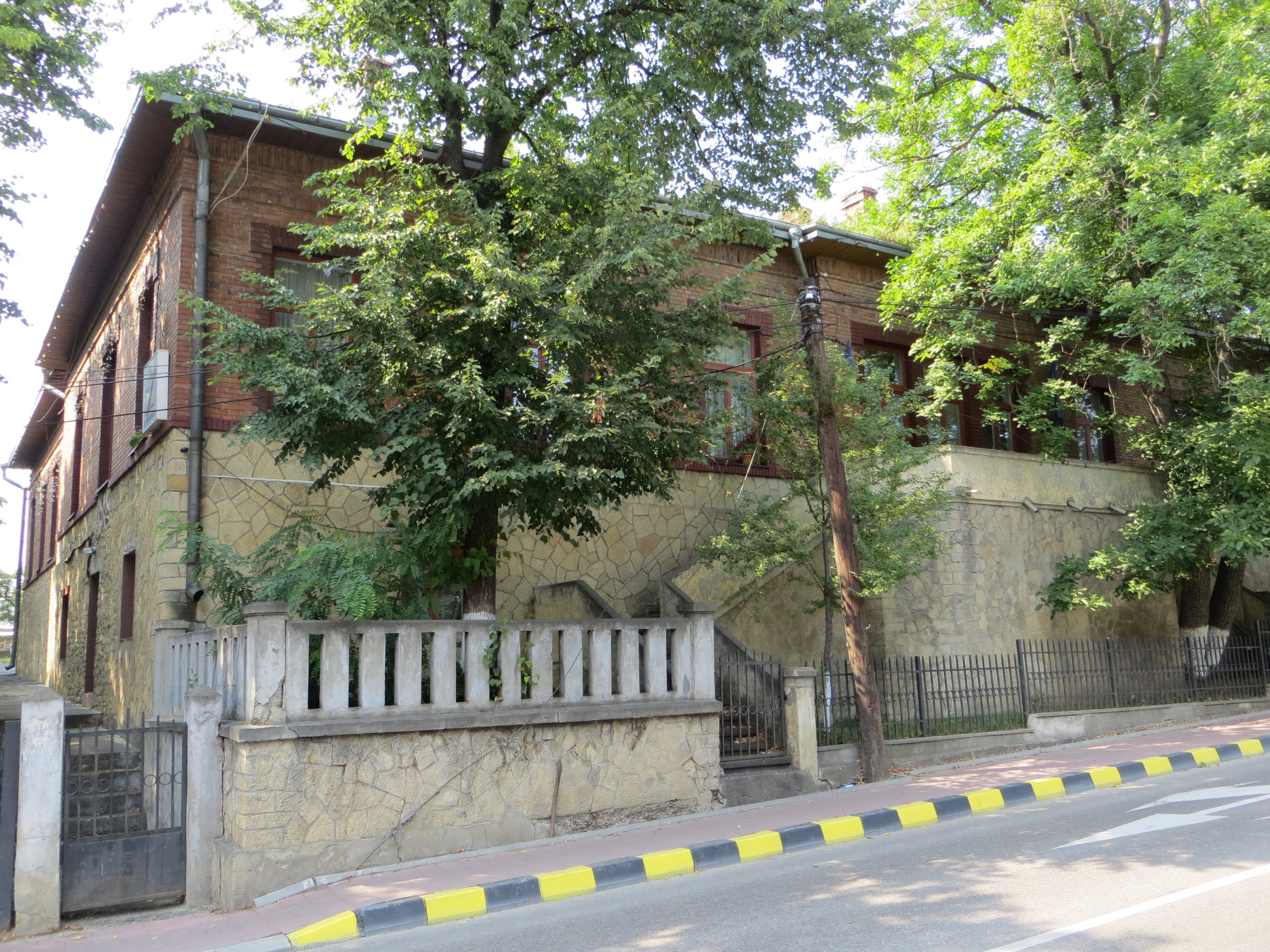
Clădirea ce a găzduit Primăria Burdujeni în perioada 1902–1956, astăzi sediul societății Electroconstrucția „ELCO” Suceava

În anul 1899 localitatea Burdujeni avea 3.345 locuitori dintre care 1.868 români și 1.477 străini. În anul 1902 se ridică un nou sediu al primăriei comunei Burdujeni.
Pe rând, individual sau în grupuri, embaticarii au cerut de la stat răscumpărarea locurilor pe care își aveau gospodăriile. Prima răscumpărare a fost aprobată de Ministerul Domeniilor la 22 februarie 1913, a doua la 20 ianuarie 1914, iar apoi mai târziu în perioada 1925–1927.
A treia și ultima împroprietărire s-a efectuat după terminarea Primului Război Mondial, în două rânduri: 1922 și 1926. În 1922 au fost împroprietăriți 18 locuitori, iar în 1926 încă 70 de locuitori. Tot în 1926 se aduce din orașul Suceava rețeaua de electricitate, apărând astfel primele străzi iluminate electric.
În 1891 în Burdujeni existau: o moară de apă și una de abur, o fabrică de rachiu de drojdie, o fabrică de pâslărie, o fabrică de lumânări de seu și o fabrică de lumânări de ceară. În anul 1896 s-a construit abatorul pentru tăiat vite pe malul drept al pârâului Burdujeni.
La 22 martie 1907 s-a obținut un hectar de teren din partea Ministerului de Agricultură și Domeniilor necesar pentru piața iarmarocului de vite. În 1911 se dă în funcție fabrica mezeluri și bacon. O descriere a vechii vămi Burdujeniului este făcută de către marele istoric Nicolae Iorga într-una din călătoriile sale: „Trec prin casele funcționarilor din Burdujeni. Acum sunt pe un drum lat , între dealuri la dreapta și la stânga, o râpă urâtă în care lunecă ape de mocirlă [...] Vama e o casă de modă veche , cu un biet funcționar încetinel. Un evreu cu lungă barbă de patriarh din Biblie , stă de vorbă cu privire la un sac de cartofi , cu barabule, cum zice el moldovenește , pe care le tot alintă cu mâna . Afară așteaptă sfioși mândri români , în sumane întunecate , cu părul lung căzând drept sau în cârlionți , inși pe umeri largi au în mână găini și câte alte mărfuri de o nimic toată [...]  Caii zoresc pe drumul Burdujenilor.” (5)
La 1 martie 1931 se pune în funcție fabrica de ulei „Olivia”, aproape de fosta vamă lângă Gara Ițcani. Lângă fabrica de ulei, în 1935 s-a ridicat clădirea pentru fabrica de rachiu și drojdie. Pe malul râului Suceava exista un cuptor de ars cărămidă. Din anul 1928, la Ițcani funcționa o fabrică de zahăr. Tot atunci, existau două mori cu motor.
În anul 1903 a luat ființă „Banca Populară Burdujeni” din inițiativa fostului șef de gară Romulus Bârsan. Societatea cooperativă „Viitorul” se formează în anul 1907. „Dacia Română”, societate de binefaceri și ajutor reciproc se formează la 12 iunie 1909. Societatea „Expresul”, cea mai solidă instituție a CFR-ului cu sediul în București are o filială în Burdujeni începând cu 1 mai 1912 și care funcționează și astăzi. Bazele societății „Cariera”, pentru valorificarea carierelor de piatră din Burdujeni au fost puse de asemenea de șeful de gară Romulus Bârsan. Societatea Mihai Eminescu a luat ființă în 1922 cu scop cultural și național. În anul 1930 în Burdujeni erau înregistrate 36 de străzi și o populație totală de 4.706 locuitori.
În anul 1956 localitatea Burdujeni este integrată în orașul Suceava, devenind astfel cartier. În prezent, Burdujeni nu este doar cartierul cu cea mai mare suprafață din Suceava, dar și cartierul cu cel mai mare număr de locuitori, aproape o treime dintre suceveni locuind în această zonă.

### Istoria din perioada comunistă până în prezent

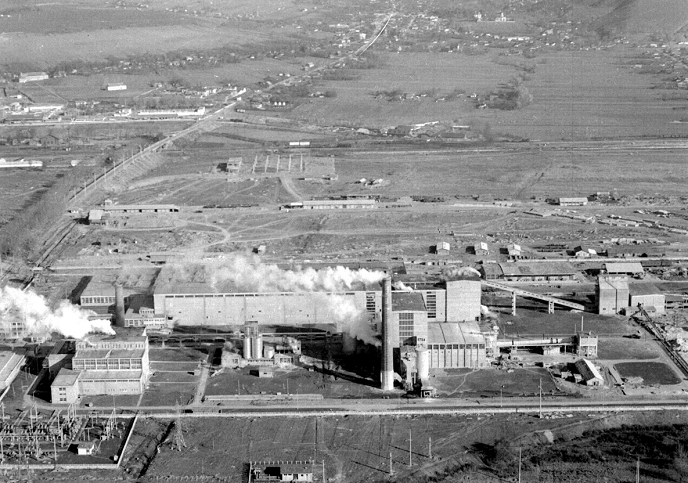
Platforma industrială „Valea Sucevei” în anii '60 ai secolului trecut. În prim-plan, Combinatul de Celuloză și Hârtie (CCH).

Începând din 1959, în valea râului Suceava, care despărțea odinioară comuna Burdujeni de orașul Suceava, au fost construite fabrici și combinate industriale, care au unit practic cele două localități. Astfel, în partea de sud a cartierului, pe malul stâng al râului Suceava, a apărut platforma industrială „Valea Sucevei”, cea mai mare zonă industrială a orașului.
O mare parte dintre locuitorii din Burdujeni, dar și din restul orașului au lucrat, în perioada regimului comunist, la unitățile industriale de aici. Primele întreprinderi deschise au fost Combinatul de Prelucrare a Lemnului (CPL, în 1959) și Combinatul de Celuloză și Hârtie (CCH, în 1962). Au fost construite apoi: Întreprinderea de Utilaje și Piese de Schimb (IUPS), Întreprinderea de Mașini Unelte (IMUS), Întreprinderea de Reparații Auto (IRA), Întreprinderea de Fibre Artificiale (IFA), termocentrala, stația de epurare a orașului, o fabrică de oxigen etc.
În 1990, în zona industrială a fost deschis un bazar, care a însemnat pentru mulți ani nucleul comercial al orașului Suceava. Mai târziu, la începutul anilor 2000 o parte dintre unitățile industriale au fost desființate, pe locul lor apărând noi complexe comerciale precum Iulius Mall, Suceava Shopping City, Dedeman, Lidl.
În zona industrială din Burdujeni, se află Turnul IFA care reprezintă coșul de dispersie al gazelor de la fosta Întreprinderea de Fibre Artificiale, unitate industrială închisă în 1990. Turnul IFA este cel mai înalt edificiu din Suceava, având peste 200 de metri înălțime. În 2007 a început demolarea clădirilor ce au aparținut fostei IFA, în vederea construirii complexului Iulius Mall. Singura construcție păstrată din ansamblul IFA a fost turnul, asupra căruia s-au efectuat o serie de lucrări de renovare, prin care s-a urmărit integrarea lui în complexul Iulius Mall.
În nordul platformei industriale „Valea Sucevei”, dincolo de magistrala feroviară București–Suceava, pe locul unde înainte era Burdujeni-Târg au fost construite blocuri de locuințe, astfel apărând după 1970 cartierul Cuza Vodă. Marea parte a locuitorilor din Cuza Vodă lucrau la fabricile și uzinele situate pe platforma industrială „Valea Sucevei”. Acesta este principalul motiv pentru care în perioada regimului comunist, Burdujeni și-a căpătat titlul de „cartier al muncitorilor”, lucru strâns legat de industrializarea forțată a Sucevei.
Blocurile cartierului Cuza Vodă au fost construite pe fostele amplasamente ale caselor locuitorilor din Burdujeni și se întind de la fosta fabrică de legume și conserve până la fostul Cinematograf „Burdujeni”. În funcție de dispunere și de perioada în care au fost construite blocurile de locuințe, cartierul Cuza Vodă se împarte în subcartierele:
- Cuza Vodă I — construit până în anul 1974 în partea de nord-vest a axei rutiere Calea Unirii. Cuza Vodă I este mărginit de Calea Unirii, strada Gheorghe Doja și strada Lt. Mircea Damaschin.
- Cuza Vodă II — construit până în anul 1982 în partea de sud-est a axei rutiere Calea Unirii. Cuza Vodă II reprezintă cea mai populată zonă din Burdujeni și este mărginită de Calea Unirii, Calea Burdujeni, strada Eroilor și magistrala CFR București–Suceava.
- Cuza Vodă III — construit până în anul 1984 în partea de nord a axei rutiere Calea Burdujeni, până în zona fostului Cinematograf „Burdujeni”. Cuza Vodă III este mărginit de Calea Unirii, Calea Burdujeni și strada Cuza Vodă.

Construirea cartierului Cuza Vodă a condiționat înființarea unor licee, grădinițe, școli (Școala Gimnazială nr. 10 din Cuza Vodă I, Școala Gimnazială nr. 11 „Miron Costin” din Cuza Vodă II, cea de-a doua fiind considerată la un moment dat cea mai mare școală gimnazială din România, cu circa 3.500 de elevi), magazine și spații comerciale (o mare parte dintre acestea fiind situate la parterul blocurilor).
Ca urmare a apariției cartierului de blocuri Cuza-Vodă, aspectul zonei s-a schimbat radical, clădiri vechi, de patrimoniu, ajungând sub lamele buldozerelor. Au scăpat totuși câteva clădiri, care au rămas reprezentative nu doar pentru Burdujeni, ci și pentru municipiul Suceava. Între cele mai vechi este fostul sediu al Școlii Gimnaziale „Jean Bart”, clădire construită în anul 1902 și în care a funcționat prima școală primară mixtă. Clădirea în care acum funcționează Școala Gimnazială nr. 6 din Burdujeni-Sat are și ea o vechime de peste 100 de ani. În aceeași perioadă au fost construite și sediul vechi al Primăriei Burdujeni, acum aparținând societății Electroconstrucția „ELCO”, și clădirea vechiului dispensar medical, devenită acum sediu al Poliției.
Burdujeni-Sat a rămas singura zonă veche a Burdujeniului. Se întinde în partea de nord a sa, de la fostul cinematograf până la pădurea de la Adâncata. Cuprinde peste 800 de case și 33% teren arabil, are un peisaj tipic rural, cu terenuri agricole și forestiere.
Locuitorii din Burdujeni-Sat, care sunt de fapt cei mai vechi locuitori de pe aceste meleaguri, împărțeau cândva acest teritoriu în:
- zona târgului — de o parte și de alta a actualei străzi 22 Decembrie (în trecut zona târgului cuprindea și o parte din cartierul Cuza Vodă de astăzi), până la fosta alimentară din deal (actualmente magazinul „La Familia”). Cândva în această zonă erau numeroase magazine, astăzi demolate, în locul lor fiind construite case noi;
- mahalaua — cuprindea actuala stradă Ecaterina Teodoroiu, pe care se află Mănăstirea Teodoreni, o parte din strada Plevnei și actuala stradă Căpitan Grigore Andrei. Această zonă cuprindea casele negustorilor și o parte din magazinele acestora;
- vatra satului — localizată pe o porțiune din strada Plevnei, includea străzile Lev Tolstoi, Pietrăriei și o parte din actuala stradă 22 Decembrie (de la alimentara din deal către ieșire);
- Gropi — cuprindea străzile Dobrilă Eugen, Făgetului și Molidului, fiind cea mai îndepărtată și mai izolată zonă din Burdujeni-Sat, poziționată în extremitatea nord-vestică;
- în sat — cuprindea străzile Dr. Victor Babeș, Căprioarei, Mioriței și toate zonele nenominalizate până acum mai îndepărtate de vatra satului.

După Revoluția Română din 1989, atât pe raza municipiului Suceava cât și în împrejurimi au fost construite case și vile private. O parte dintre noile locuințe au fost ridicate pe teritoriul extravilan al Burdujeniului, care astfel a devenit spațiu intravilan. Astfel au fost create noi străzi, iar după anii 2000, s-au constituit trei subcartiere de vile:
- Dumbrava — este poziționat la nord de cartierul Cuza Vodă I și de zona gării, către Ițcani. O parte dintre vile sunt construite pe terenul fostei Avicola Burdujeni;
- Laniște — se află în partea de est a Burdujeniului, în continuarea cartierului Cuza Vodă II, la ieșirea din oraș către Salcea și la sud de șoseaua națională Suceava–Botoșani;
- Dealul Mănăstirii (sau Tinereții) — este poziționat de asemenea la ieșirea din Burdujeni către Salcea, însă la nord de șoseaua Suceava–Botoșani, pe dealul Mănăstirii Teodoreni.

Deoarece cartierul Cuza Vodă nu avea un lăcaș de cult ortodox, între anii 1992–1997, la inițiativa preotului paroh Constantin Duțuc, cu sprijinul enoriașilor din cartierul Burdujeni, a fost construită Biserica Sfântul Andrei, pe Calea Burdujeni, în apropiere de piața agroalimentară. Biserica are hramul Sfântul Andrei (sărbătorit la data de 30 noiembrie) și deservește cartierul de blocuri Cuza Vodă, construit în perioada regimului comunist. Edificiul religios, care este cel mai mare din Burdujeni, a fost pictat între 1999–2002.
Ulterior în Burdujeni au fost ridicate alte biserici ortodoxe: Sfântul Gheorghe (1996–2006, în zona Gării Burdujeni, pe strada Jean Bart), Acoperământul Maicii Domnului (2001–2009, în Cuza Vodă I, pe strada Lt. Mircea Damaschin), Izvorul Tămăduirii (2002–2008, lângă fostul cinematograf, pe strada 22 Decembrie), Sfântul Haralambie (2003–2004, în curtea Spitalului de Psihiatrie, pe strada Ecaterina Teodoroiu), Sfinții Împărați Constantin și Elena (în Cuza Vodă II, pe strada Tineretului). La ieșirea din Burdujeni către orașul Salcea, în zona Laniște–Dealul Mănăstirii, există două biserici vecine amplasate la drumul național DN29: Sfântul Vasile cel Mare (ridicată în perioda 2006–2010) și Sfântul Ilie (începută în 2007, lucrările fiind reluate în 2015). În extremitatea nordică a cartierului Burdujeni-Sat, lângă pădurea Adâncata a fost construită între 2006–2014 Biserica Binecredinciosul Voievod Ștefan cel Mare și Sfânt. Ea se află pe strada Făgetului din zona Gropi și reprezintă o replică la Biserica Coconilor (monument istoric ce datează din 1643, situat în Centrul Sucevei).
La data de 1 iunie 2012 a fost inaugurat Parcul Copilului, unul din puținele parcuri al cartierului Burdujeni. Spațiul verde, de dimensiuni reduse, a fost amenajat lângă Colegiul Tehnic „Alexandru Ioan Cuza”, pe Calea Burdujeni.

## Gara Burdujeni

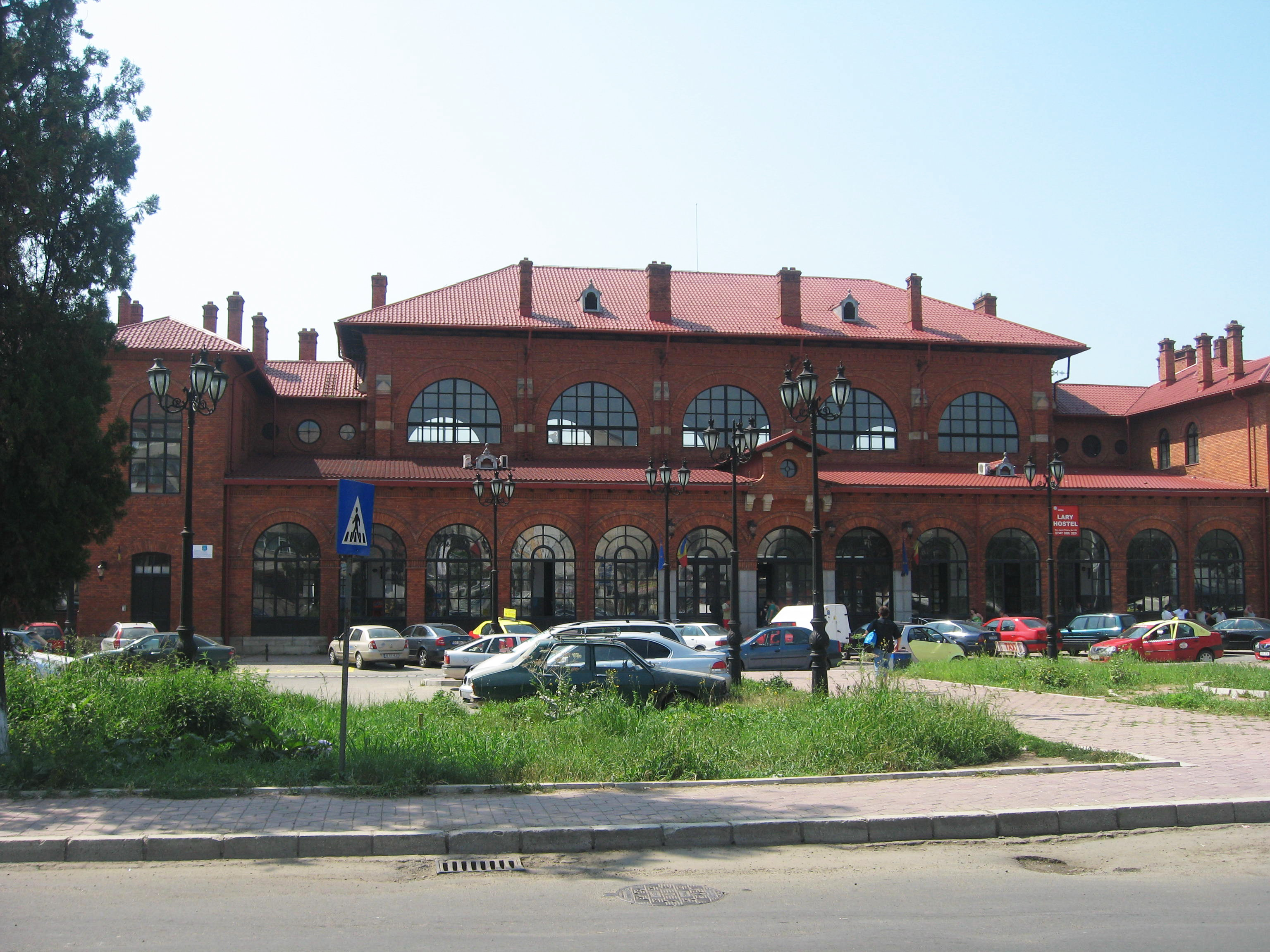
Gara Burdujeni, clădire monument istoric

Clădirea reprezentativă pentru cartierul Burdujeni, dar și pentru municipiul Suceava, este fără îndoială Gara Burdujeni. Aceasta a fost construită, în perioada 1892–1898 sub conducerea inginerului inspector general Ernest Brăiescu de la Secția de Lucrări Noi CFR Iași, după macheta gării din orașul elvețian Fribourg. Acesta l-a numit ca șef de șantier pe tânărul inginer Alexandru Checais.
Ridicarea corpului central a început în anul 1892, iar între anii 1895–1898 au fost executate etajul superior și cele două pavilioane centrale din cărămidă roșie lustruită. Toate încăperile prevăzute în plan, conform cerințelor vremii erau vizate de șeful stației Romulus Bârsan. Cu timpul, pe lângă gară s-a înființat un cartier, unde locuiau peste 200 de persoane: funcționari vamali, ceferiști, polițiști, medici etc. Fiind gară principală, cu zece perechi de linii în raionul ei, și două mari cabine pentru schimbatul acelor la o extremitate și la alta, trenurile se încrucișau pe fiecare oră și totdeauna peronul era animat de lume multă.
Până în anul 1918 în clădirea gării a existat un oficiu vamal și unul poștal. După anul 1918, când Suceava și Ițcani revin sub administrație românească, multe spații ale clădirii devin disponibile în urma desființării punctului vamal. La data de 1 aprilie 1920, Casa Muncii a înființat în vastul local al gării un orfelinat mixt cu numele „Regina Maria”. Tot atunci s-au înființat o grădiniță de copii și o școală primară, ambele mixte. În anul 1923 se deschide aici și o școală profesională pentru fete cu specializările rufărie, croitorie, țesătorie – tot pentru copii de ceferiști. Aceste școli au funcționat în localul gării până în anul 1955, când în clădirea acesteia au început să se desfășoare din nou activități ale administrației feroviare ca urmare a diferitelor procese de reorganizare.
După anul 1952 stația Burdujeni intră în transformări, vizibile odată cu darea în exploatare a liniei prin Stroiești către Păltinoasa, pentru evitarea porțiunii limitative dintre Cacica și Strigoaia (astăzi Vârfu Dealului). Stația Burdujeni devine astfel placa turnantă pentru traficul de mărfuri între Ungaria și fosta URSS, fiind situată pe drumul strategic cel mai scurt.
Între anii 1956–1961 Regionala C.F. Iași face prima reparație capitală a clădirii alături de unele modernizări. Până în 1955–1960, sala principală era singura sală festivă din Suceava, unde se țineau balurile date de CFR și primăria orașului, cu ocazia diferitelor manifestări. Între anii 1961–1963 liniile stației au fost pregătite pentru introducerea instalației de centralizate electrodinamică. În anul 1975 liniile stației sunt legate la linia dublă în direcția spre Văratec. În 1981 se introduce tracțiunea electrică a trenurilor, apărând astfel primele locomotive electrice la Burdujeni.
În 1999, Gara Burdujeni, devenită între timp monument istoric, a intrat într-un amplu proces de restaurare și modernizare, lucrările fiind finalizate de abia în luna octombrie a anului 2006. Conform unei statistici elaborate de Ministerul Transporturilor, ca flux de călători pe anul 2000, Gara Burdujeni a ocupat locul al doilea pe țară, după Gara București Nord.

## Obiective istorice și turistice

Monumentul eroilor din Burdujeni

- Gara Burdujeni — construită de statul român între anii 1892–1902 ca edificiu reprezentativ la granița de nord a țării. Edificiul, ridicat pe un teren mlăștinos, a fost realizat după modelul gării din Fribourg, Elveția. Astăzi stația se numește Gara Suceava.
- Clădirea în care a funcționat Școala Gimnazială „Jean Bart” (corpul B), astăzi Liceul Tehnologic „Virgil Madgearu” — ridicată în anul 1902 și destinată să găzduiască orele de curs pentru cei aproximativ 300 de elevi cât număra atunci târgul Burdujeni. În trecut, a mai găzduit Grădinița Particulară „Amis”.[20]
- Clădirea Școlii Gimnaziale nr. 6 — ridicată în anul 1911, în zona Burdujeni-Sat. Tot atunci, lângă școală, s-a construit o clădire ce era destinată să servească drept locuință a directorului și care acum servește ca magazie a școlii.
- Clădirea fostei Primării Burdujeni, astăzi sediul Electroconstrucția „ELCO” — ridicată în anul 1902, în aceeași perioadă cu vechea școală, lângă care se află. A găzduit primăria localității Burdujeni până în 1956 (când a devenit cartier al Sucevei).
- Clădirea fostul Dispensar Medical Burdujeni, astăzi sediul Poliției — casa care a găzduit dispensarul medical al localității a fost construită la începutul secolului al XX-lea lângă primăria veche (astăzi sediul Electroconstrucția „ELCO”).
- Clădirile Spitalului de Psihiatrie din Burdujeni, astăzi secție a Spitalului Județean Suceava — pavilioanele spitalului au fost ridicate începând cu anul 1878, fiind terminate în jurul anului 1900.[21] Ansamblul se află pe strada Ecaterina Teodoroiu, în proximitatea Mănăstirii Teodoreni.
- Mănăstirea Teodoreni — ctitorită în anul 1597 de către postelnicul Teodor Movilă, fratele mai mare al domnitorului Ieremia Movilă. În jurul acestui lăcaș de cult a apărut satul Teodoreni, care ulterior s-a numit Burdujeni. Biserica mănăstirii are hramul Înălțarea Domnului.
- Biserica Sfânta Treime din Burdujeni-Sat — ctitorie ortodoxă din anul 1851 a arhimandritului Filaret Scriban. Este situată în zona centrală a cartierului Burdujeni-Sat, lângă Școala Gimnazială nr. 6.
- Biserica Sfântul Andrei — edificiu religios ridicat între anii 1992–1997, la inițiativa preotului Constantin Duțuc, ca urmare a lipsei unui lăcaș de cult ortodox care să deservească locuitorii din cartierul Cuza Vodă.
- Monumentul eroilor din Burdujeni — inaugurat în 1922 și localizat în parcul din fața fostului Cinematograf „Burdujeni”. Monumentul evocă sacrificiul și eroismul ostașilor din Burdujeni care au contribuit, prin jertfa lor, la constituirea statului unitar român în anul 1918.
- Parcul Copilului — spațiu verde de dimensiuni reduse, inaugurat în anul 2012 și poziționat lângă Colegiul Tehnic „Alexandru Ioan Cuza”, pe Calea Burdujeni.

## Personalități originare din Burdujeni

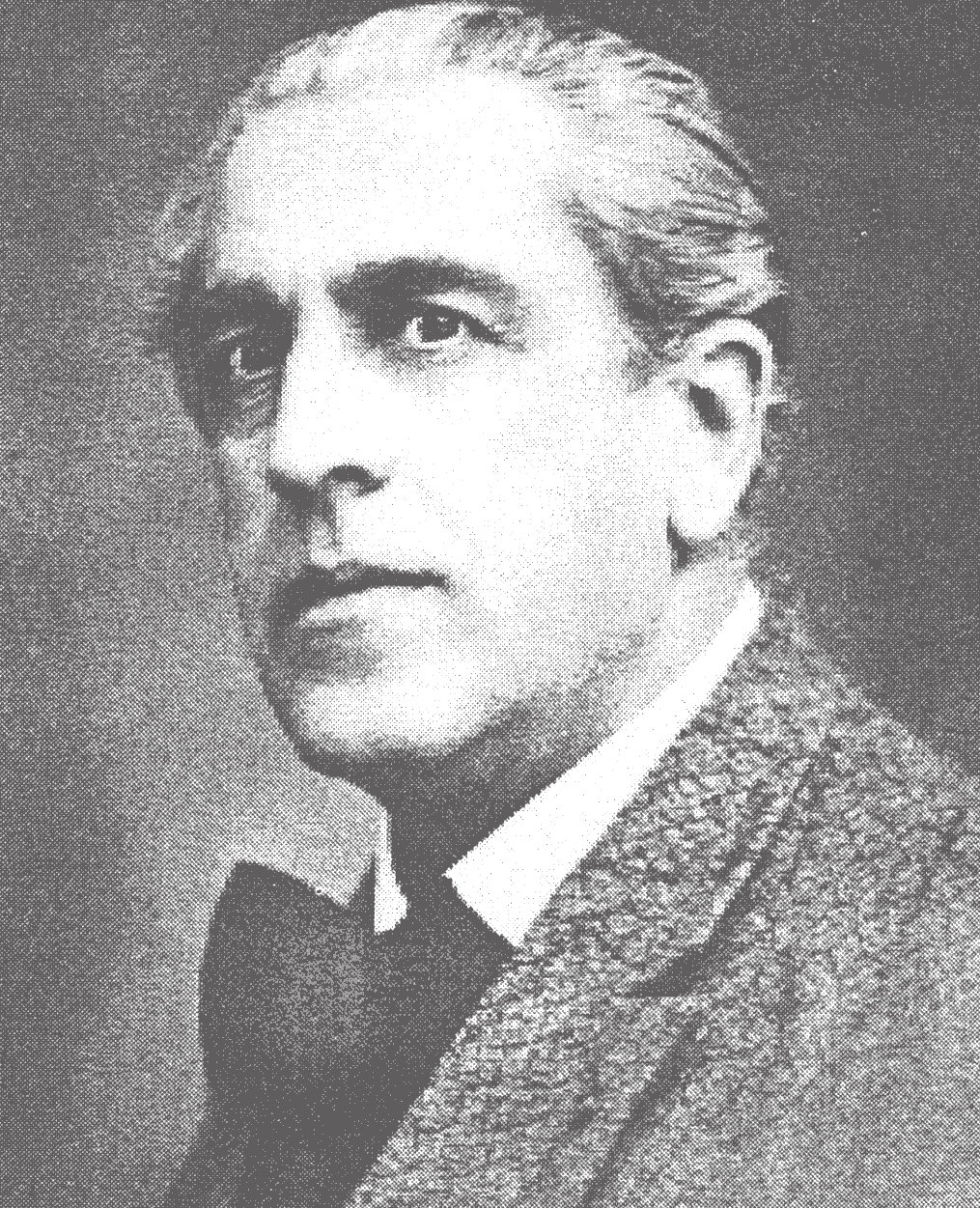
Jean Bart

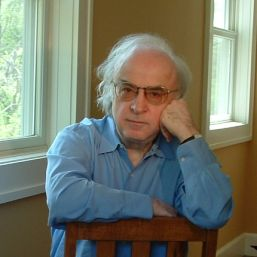
Norman Manea

- Emanoil Panaiteanu Bardasare (1850–1935), pictor, autor al unor tablouri precum Târgul din Burdujeni, La trei sarmale sau Hora de la Țuțora;
- Jean Bart (Eugeniu P. Botez) (1877–1933), scriitor român;
- Artur Enășescu (1889–1942), ziarist și scriitor;
- Iosif Berman (1892–1941), fotograf român de origine evreiască;
- Alexandru Marcu (1894–1955), profesor universitar, italienist, membru corespondent al Academiei Române;
- Elena Costache Găinariu (1900–1992), scriitoare, autoare a lucrării Monografia comunei Burdujeni;
- Gheorghe Maxim (1901–1967), ziarist, a fost redactor la Crainicul cetății, apoi la Suceava și a îndeplinit și funcția de profesor la Liceul „Ștefan cel Mare”;
- Barbu Solomon (1904–1965), comunist, deputat în Marea Adunare Națională, judecător la Tribunalul Suprem al R.P.R.;
- Jean Livescu (1906–1996), istoric literar român, din 1965 membru corespondent al Academiei Române;
- Aurel Vizitiu Petrovici (1918–1972), absolvent al Conservatorului de Muzică și Artă Dramatică din Cernăuți, promoția 1944, apoi a urmat Facultatea de Drept din Cluj. Ca actor, a jucat pe scenele teatrelor naționale din București, Cluj și Iași în peste 100 de piese, cum ar fi Răzvan și Vidra, Unchiul Vanea, Maria Stuart sau Taifunul;
- Thea Segall (1929–2009), artistă fotografă;
- Norman Manea (n. 1936), scriitor american de origine română;
- Nicolae Irimiciuc, profesor universitar doctor docent în științe tehnice și șeful catedrei de mecanică din cadrul Institutului Politehnic „Gheorghe Asachi” din Iași. A contribuit la formarea unui număr mare de specialiști în mecanică teoretică și aplicată;
- Petru Magazin, profesor universitar, doctor în științe agronomice, membru al Institutului de Economie Agrară din cadrul Academiei de Științe Agricole și Silvice;
- Dumitru Balan, critic literar.

## Imagini

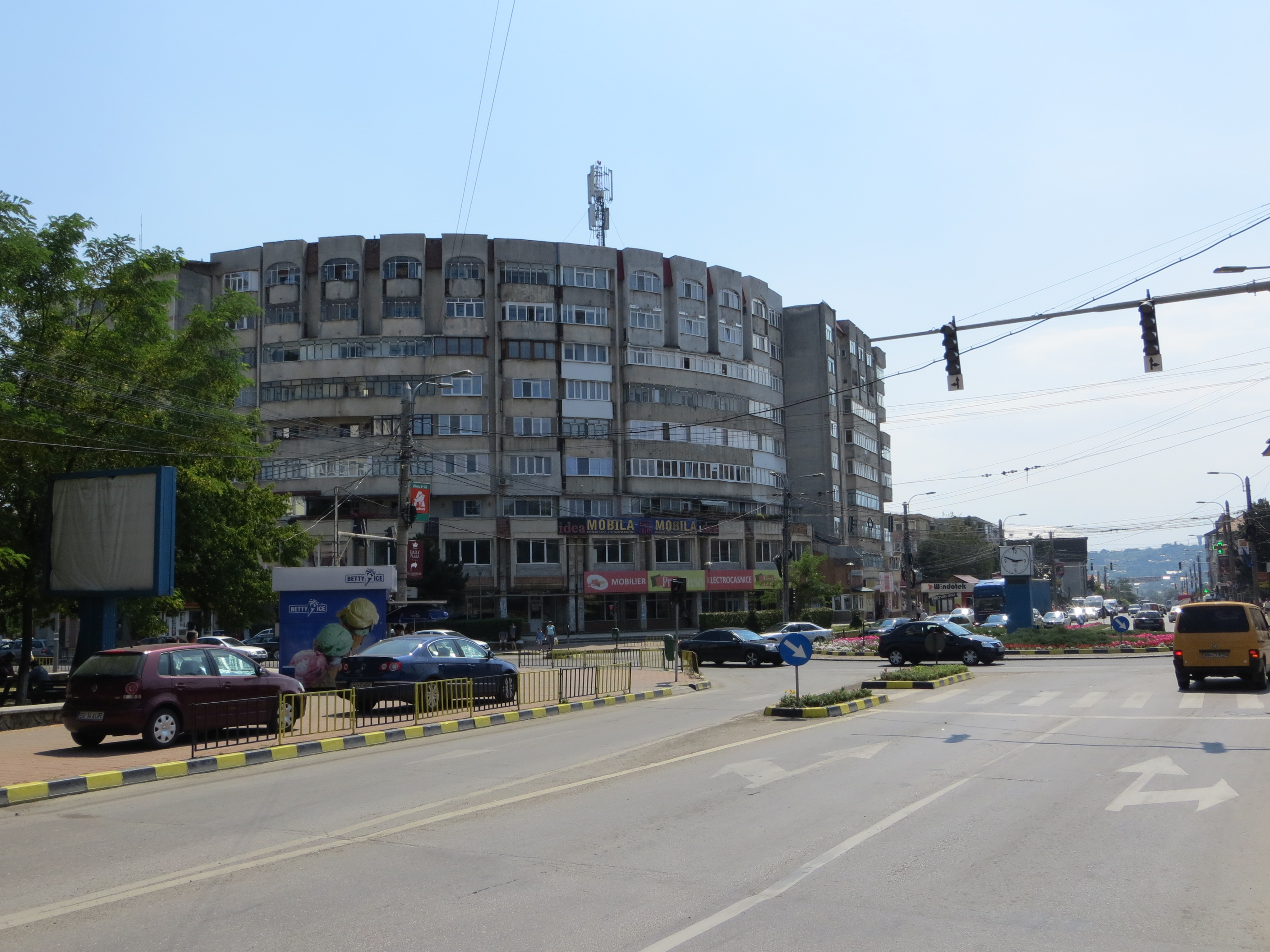
Rondul din centrul cartierului
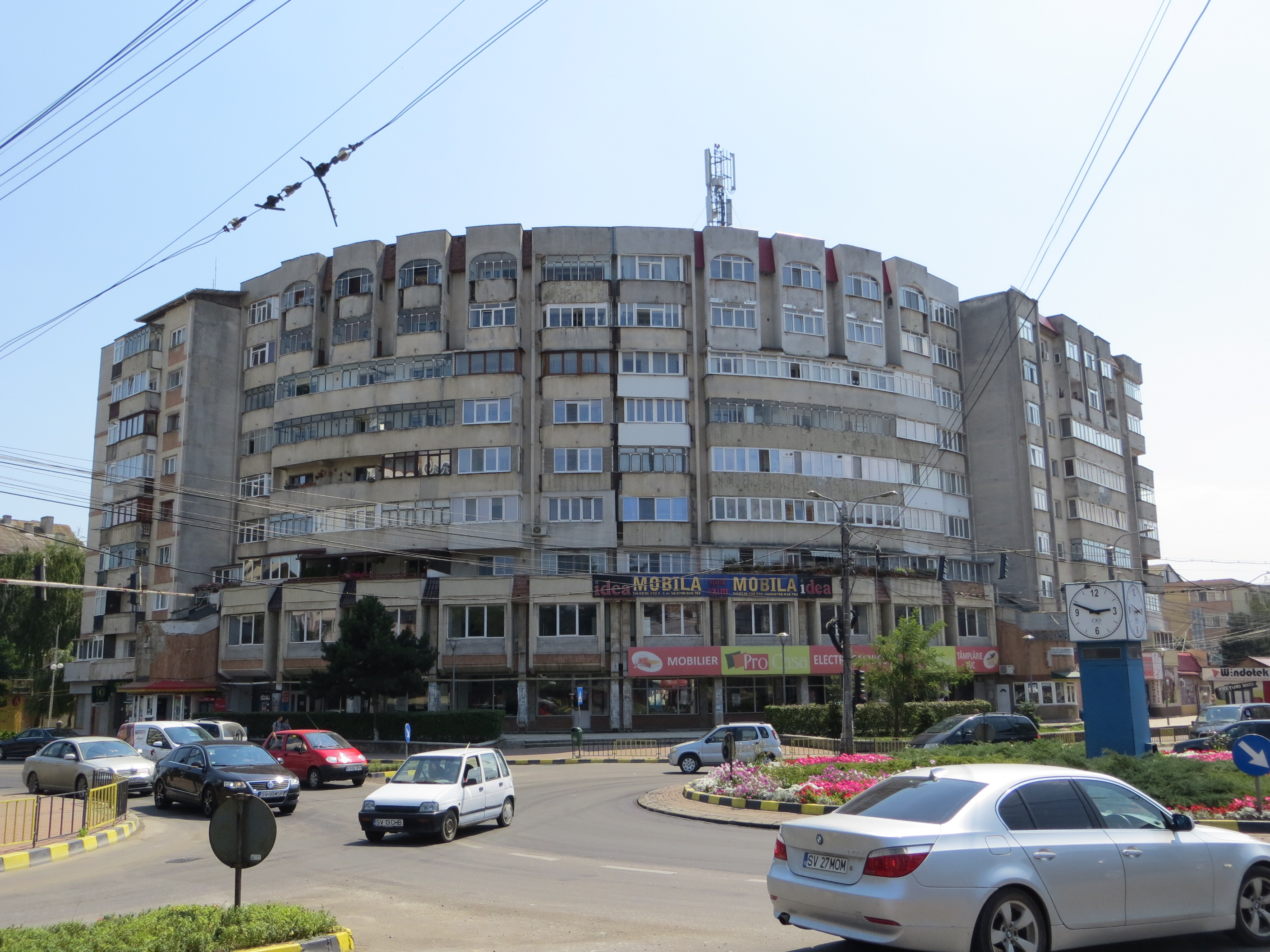
Rondul din centrul cartierului
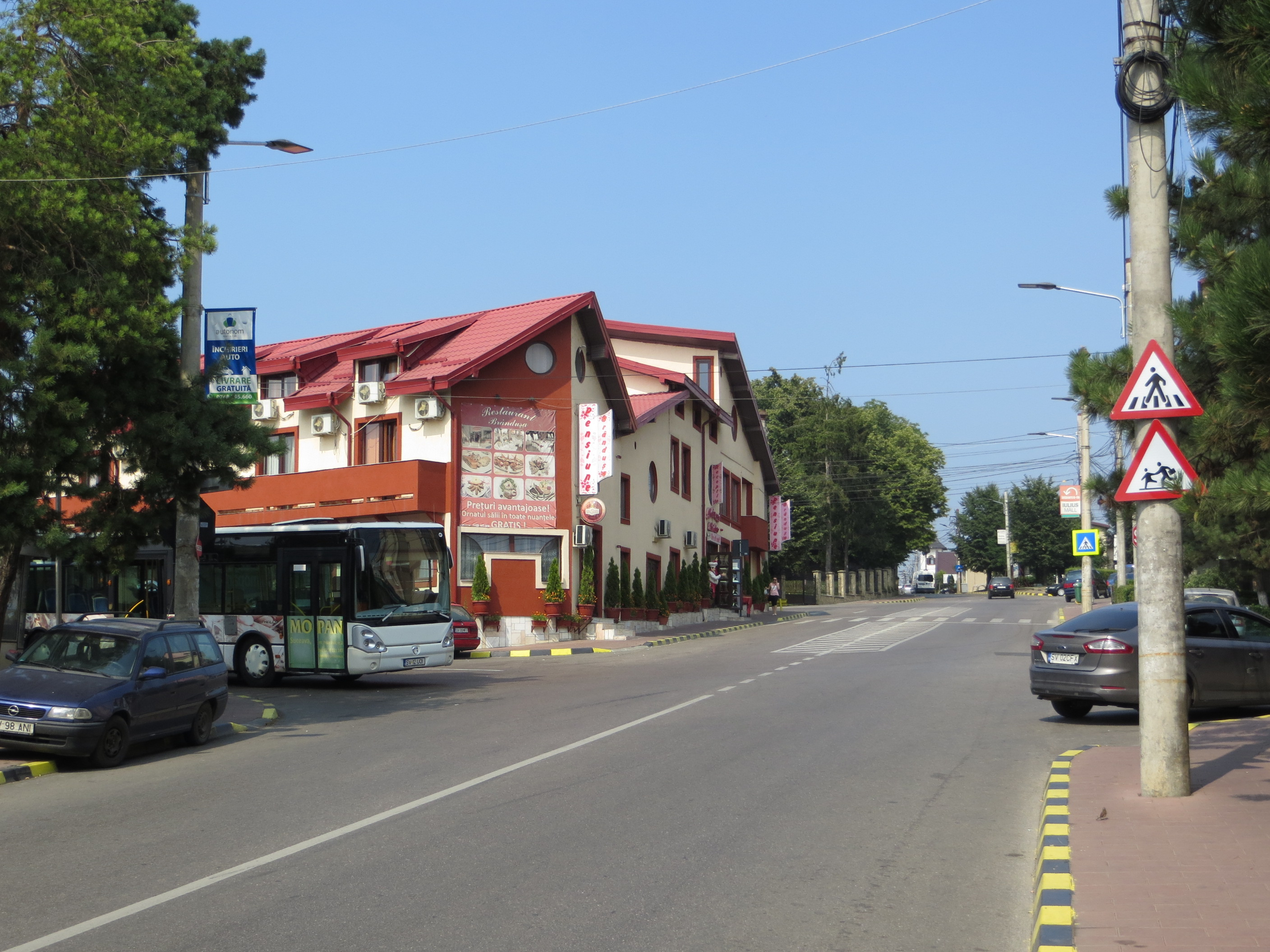
Calea Unirii în zona fostului Cinematograf „Burdujeni”
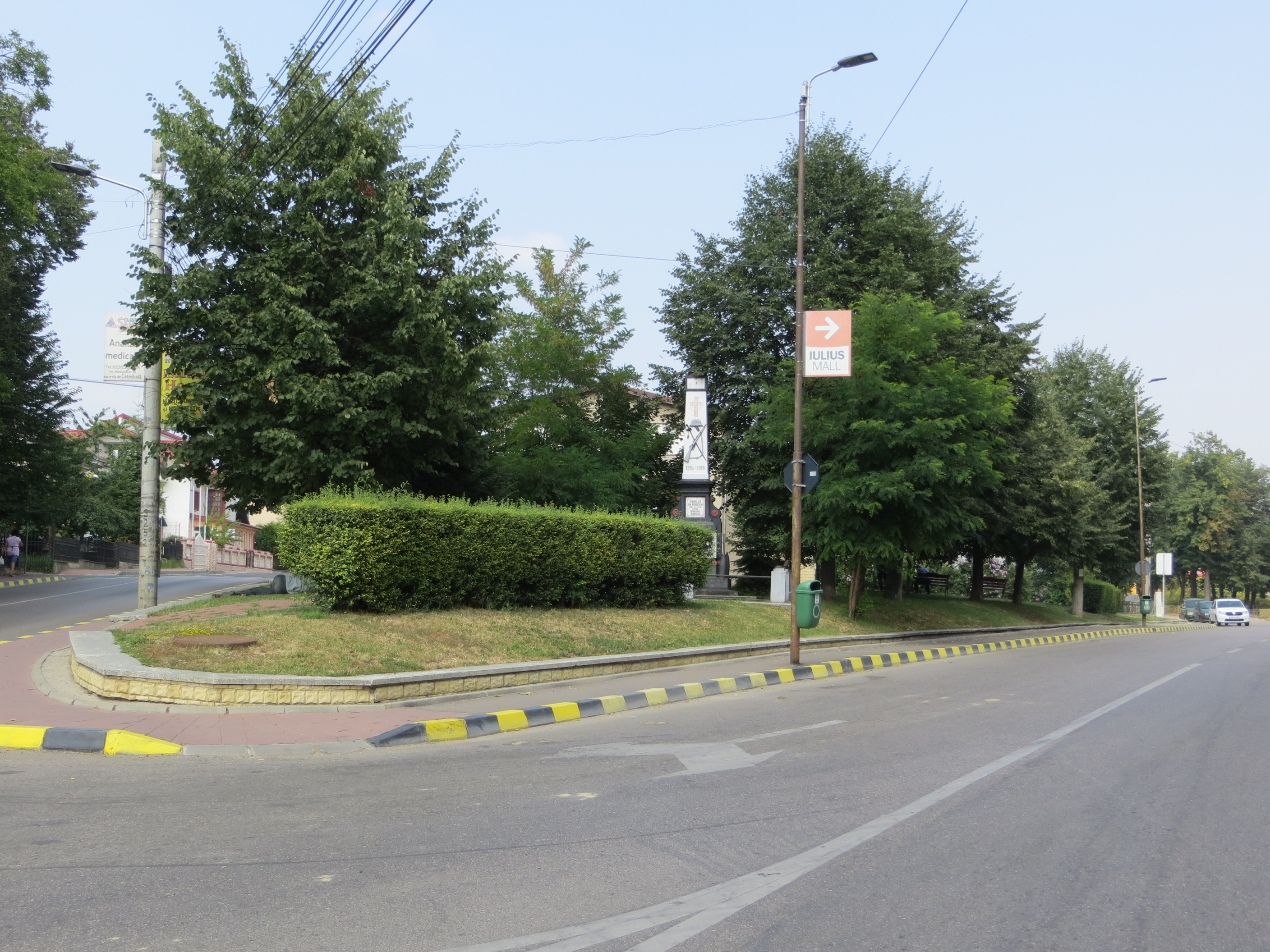
Parcul din fața fostului cinematograf și Monumentul eroilor din Burdujeni
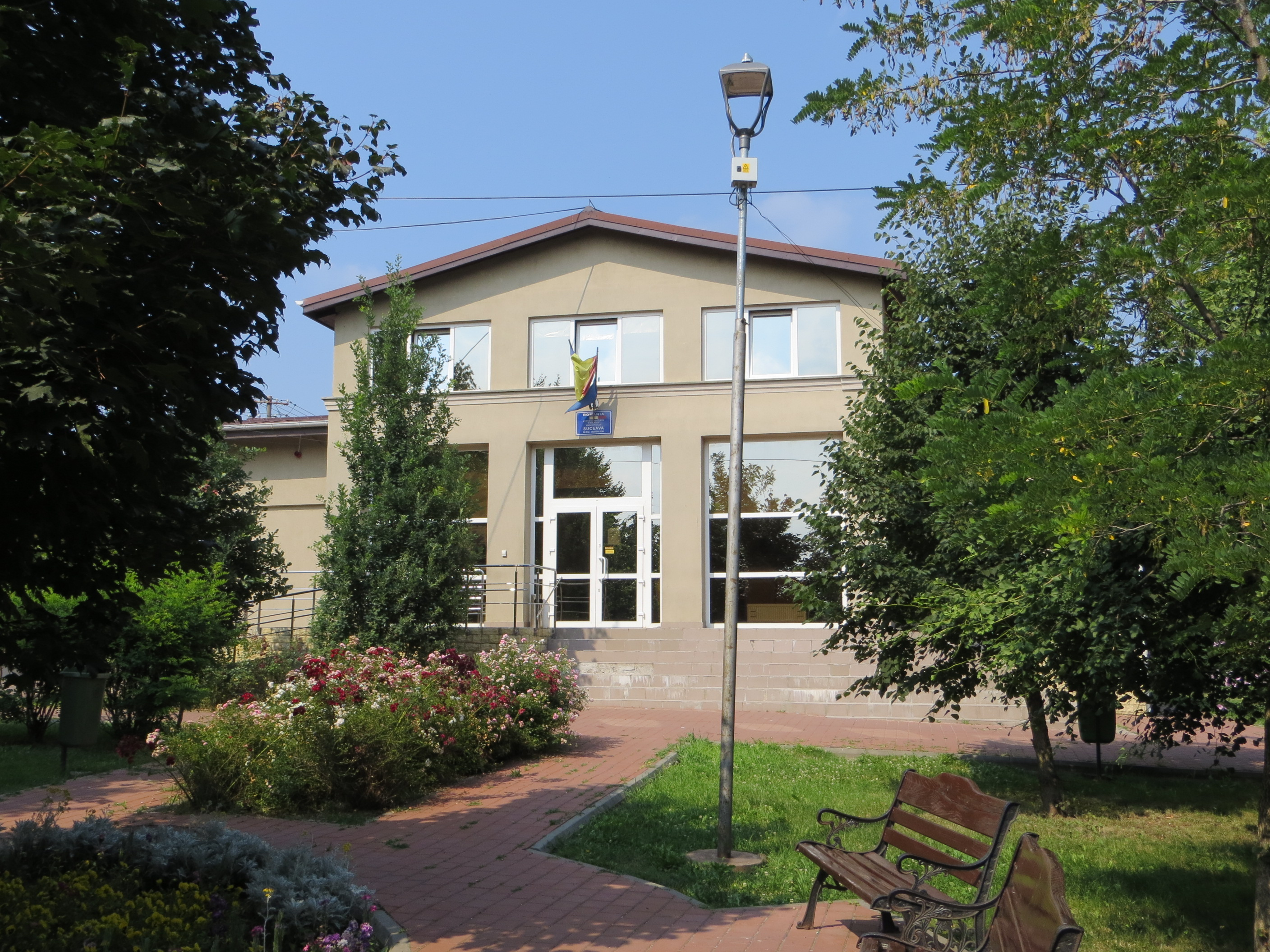
Clădirea fostului cinematograf, astăzi sediu al Primăriei Suceava
- Fosta clădire a Școlii Gimnaziale „Jean Bart”, astăzi Liceul Tehnologic „Virgil Madgearu”
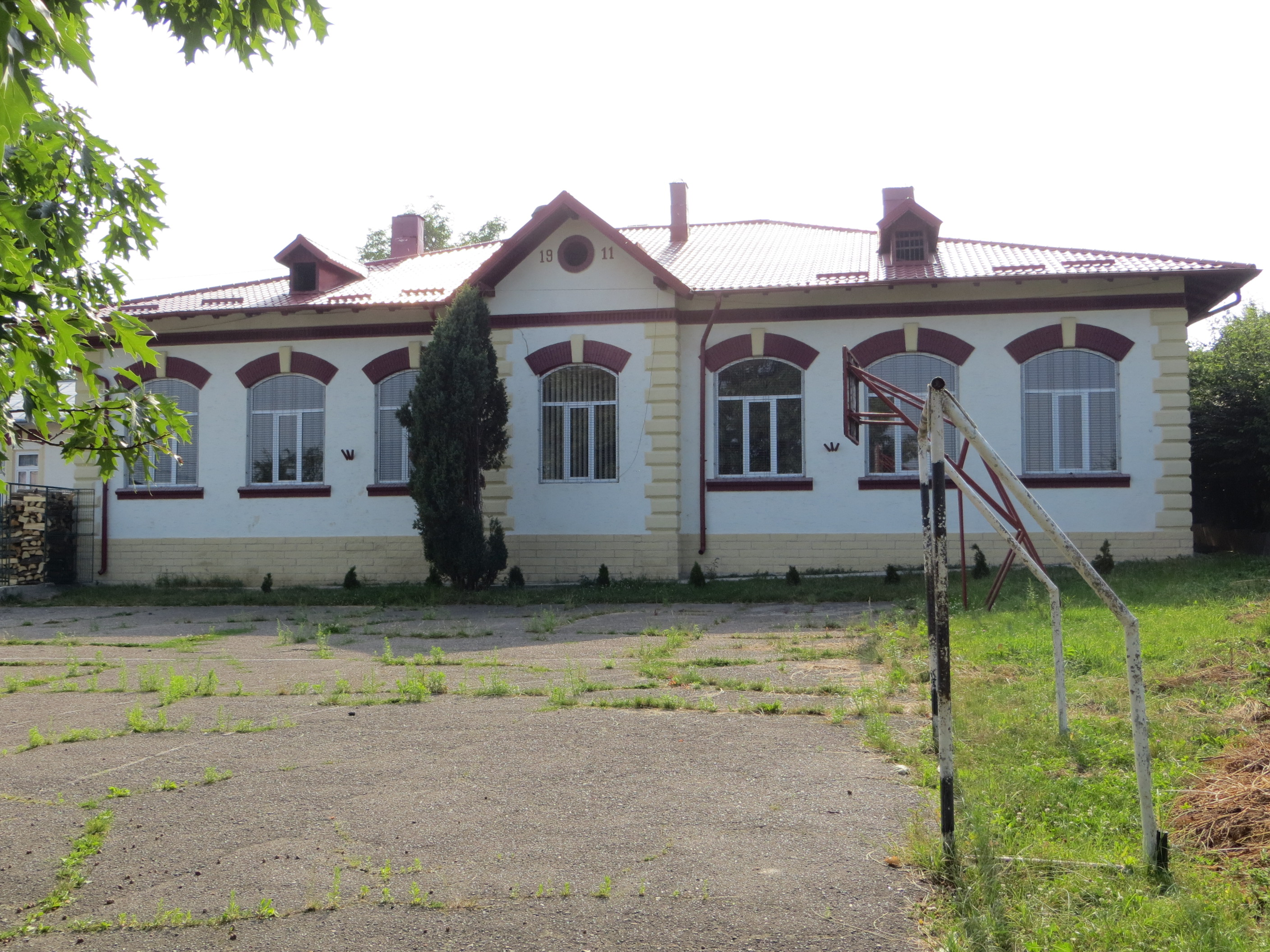
Școala Gimnazială nr. 6
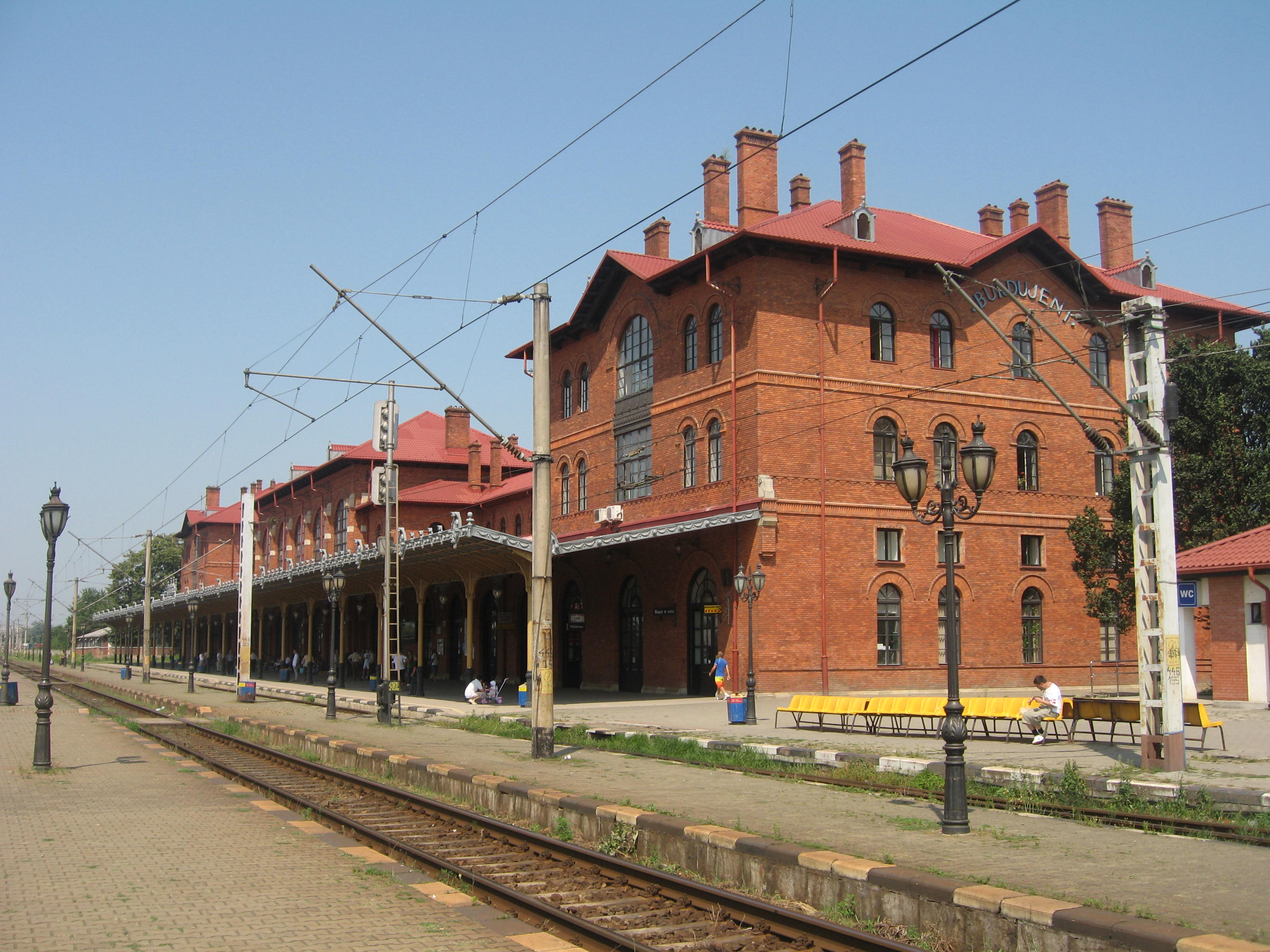
‎Gara Burdujeni
Turnul IFA
Intrarea în Iulius Mall din Calea Unirii
‎Biserica ortodoxă Sfântul Andrei
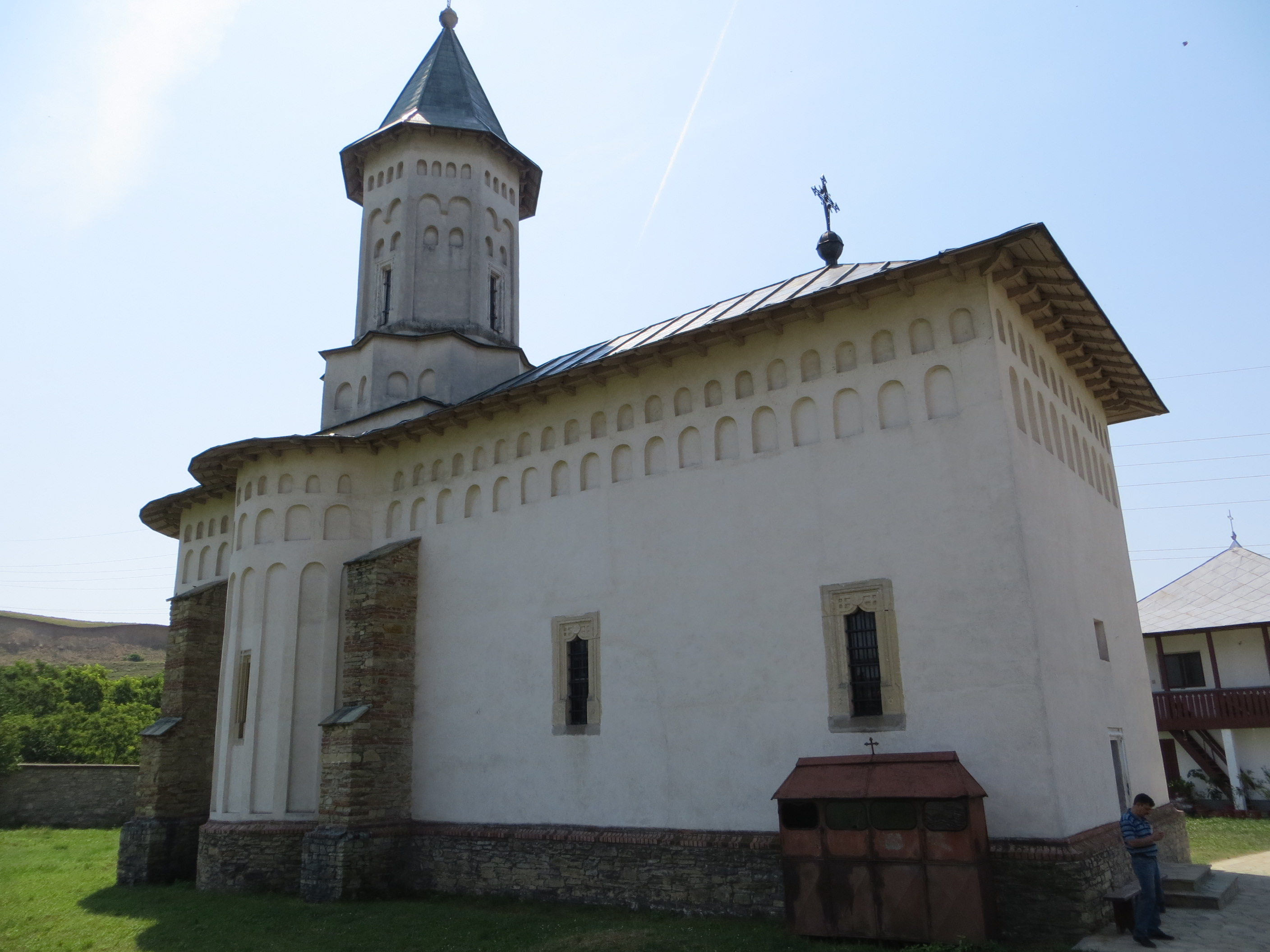
Biserica Mănăstirii Teodoreni
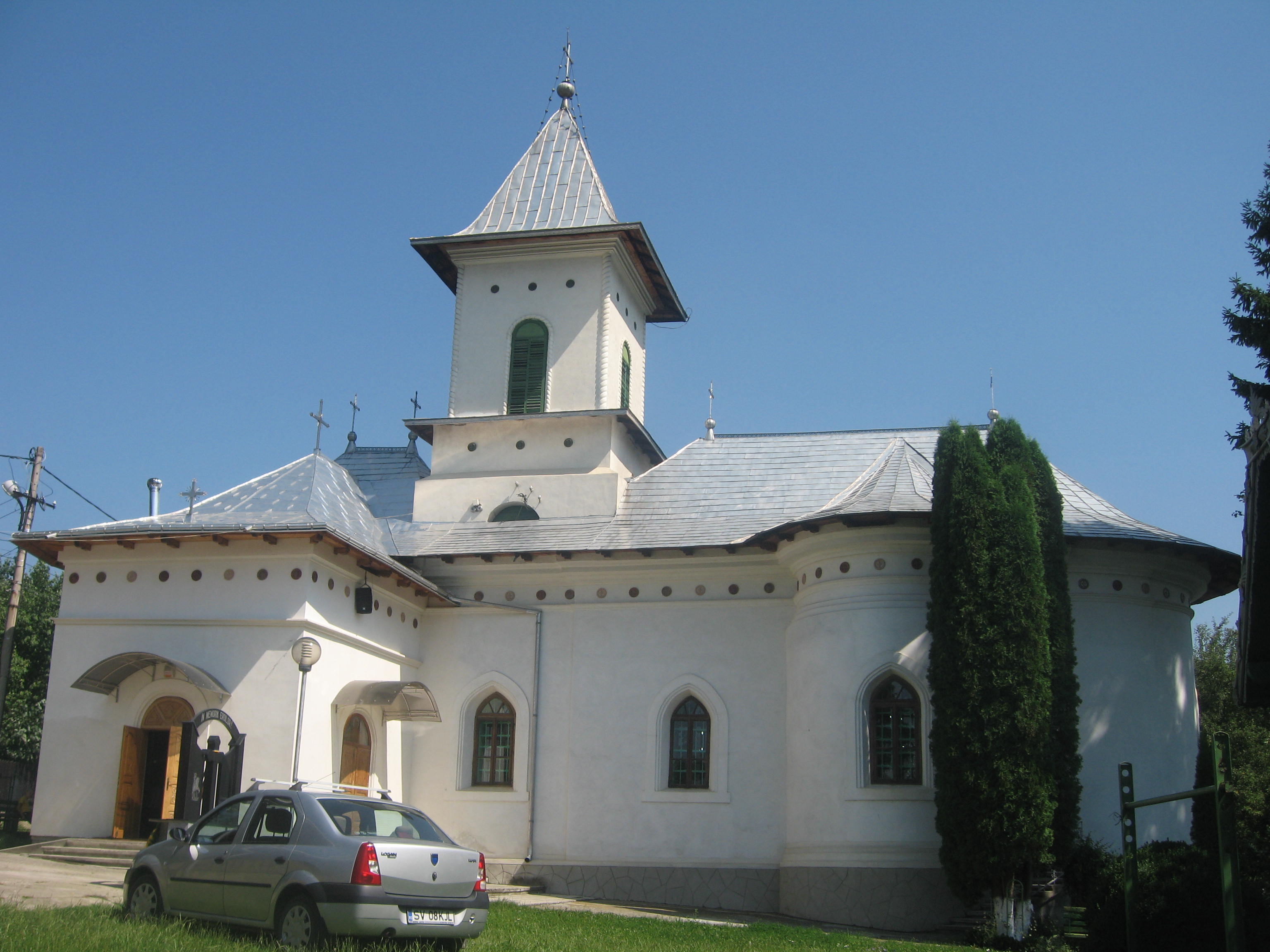
Biserica ortodoxă Sfânta Treime
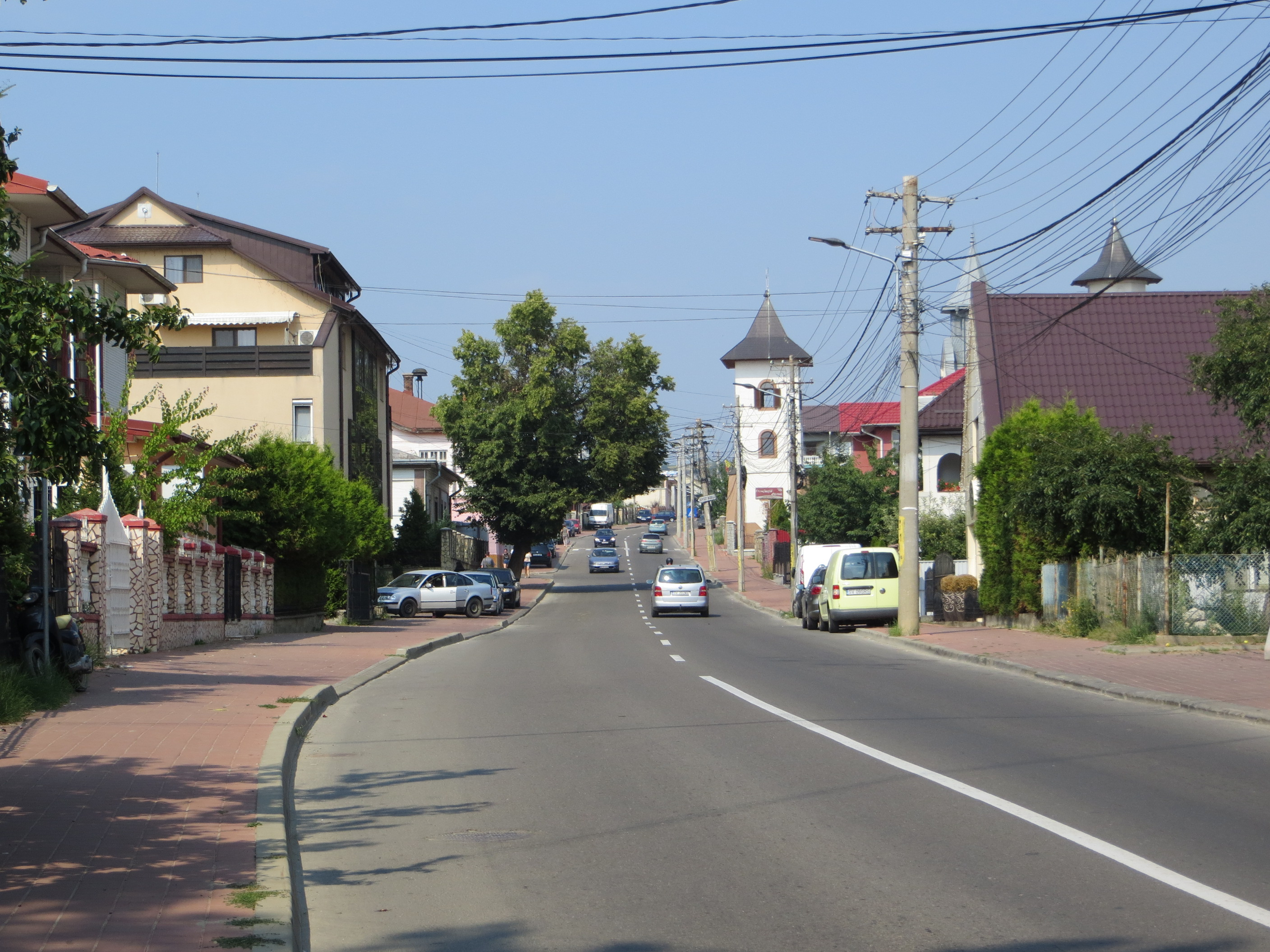
Strada 22 Decembrie (fostă 23 August)